# Noor Alam
Noor Alam (in urdu نور عالم‎?; Talagang, 5 dicembre 1929 – 30 giugno 2003) è stato un hockeista su prato pakistano.
Ha rappresentato il Pakistan ai Giochi olimpici di Melbourne 1956, vincendo la medaglia d'argento, e a quelli di Roma 1960, vincendo la medaglia d'oro.

## Palmarès
- Giochi olimpici

Melbourne 1956: argento
Roma 1960: oro
- Giochi asiatici

Tokyo 1958: oro
Giacarta 1962: oro